# Žiga Dimec
Žiga Dimec (Celje), 20 de fevereiro de 1993) é um basquetebolista profissional esloveno que atualmente defende o Krka Novo Mesto na Liga Nova KBM.